# Райва (Каштелу-ди-Пайва)
Ра́йва (порт. Raiva) — район (фрегезия) в Португалии, входит в округ Авейру. Является составной частью муниципалитета Каштелу-ди-Пайва. По старому административному делению входил в провинцию Дору-Литорал. Входит в экономико-статистический субрегион Тамега, который входит в Северный регион. Население составляет 2394 человека. Занимает площадь 12,10 км².